# 光果羽叶花
光果羽叶花（学名：Acomastylis elata var. leiocarpa）为蔷薇科羽叶花属下的一个变种。

## 扩展阅读
- 維基物種上的相關：光果羽叶花